# 恋になりたいAQUARIUM
- ラブライブ! > ラブライブ!サンシャイン!! > Aqours > 恋になりたいAQUARIUM

「恋になりたいAQUARIUM」（こいになりたいアクアリウム）は、Aqoursの楽曲。同グループの2ndシングルとして2016年4月27日にLantisから発売された。

## 概要

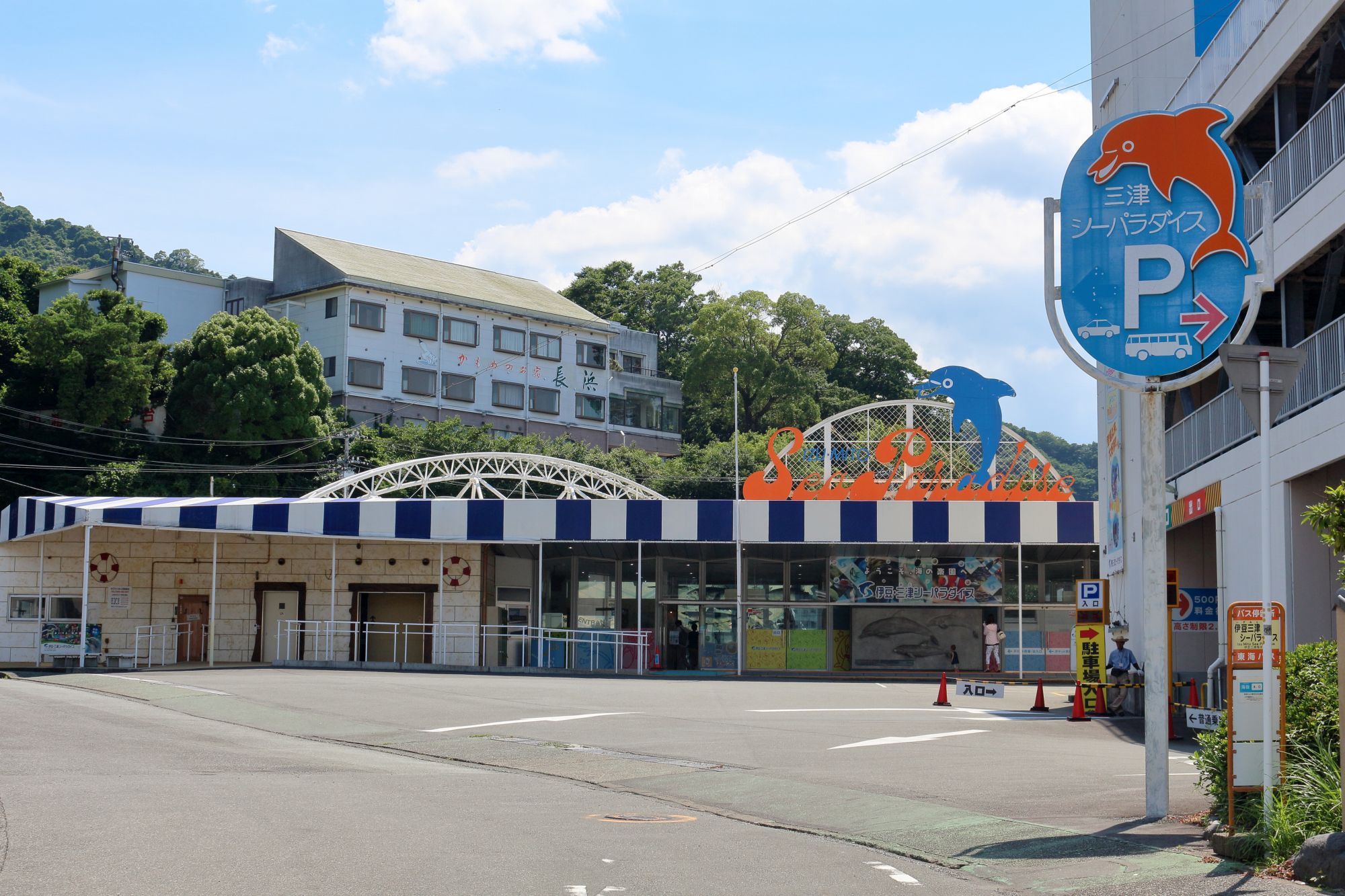
PVの舞台となった伊豆・三津シーパラダイス

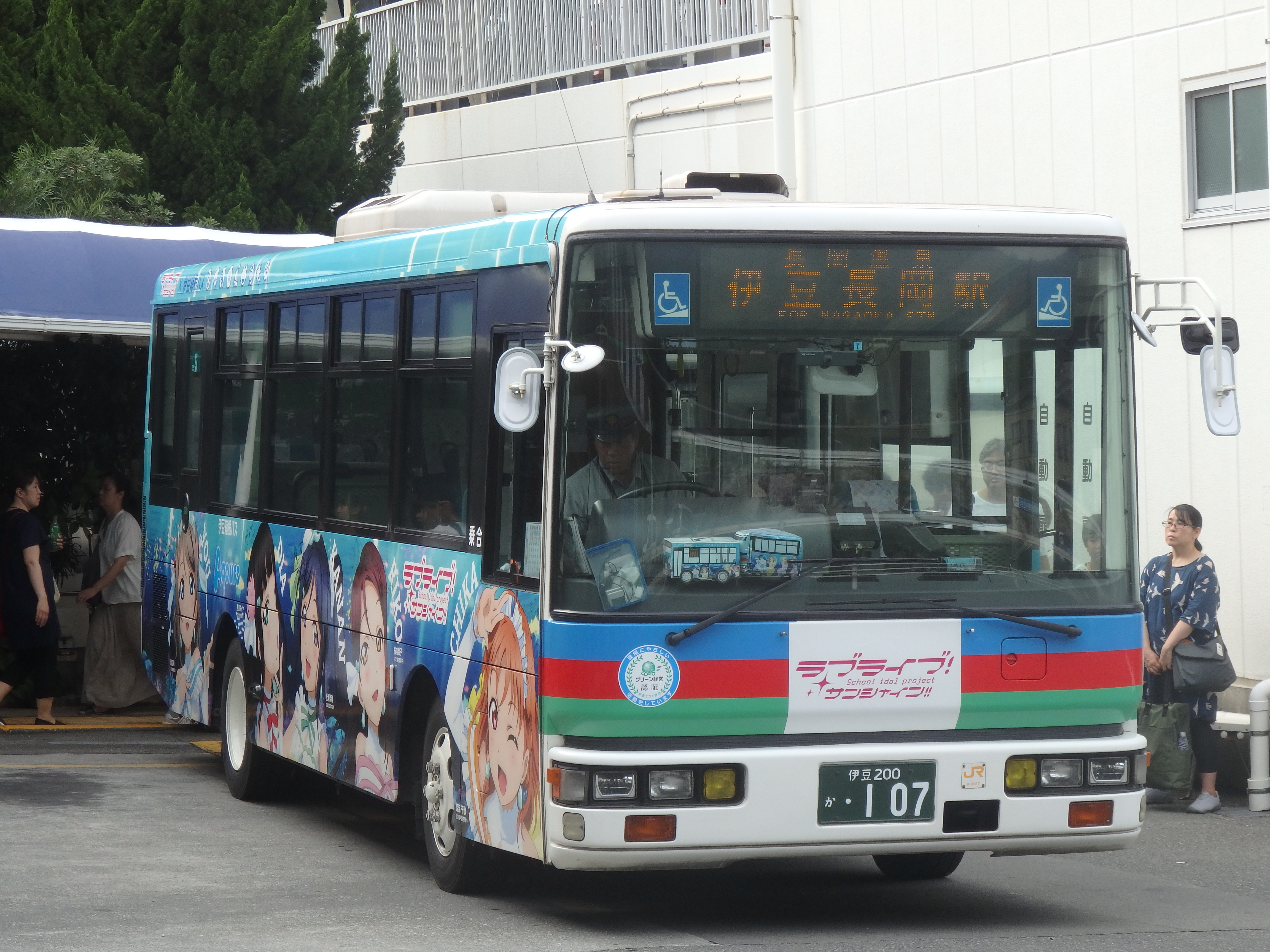
この曲の衣装を着たキャラが描かれた伊豆箱根バスのラッピングバス
（この車両での運行は終了済み）

前作「君のこころは輝いてるかい?」から7ヶ月ぶりとなるAqoursの2ndシングル。表題曲の「恋になりたいAQUARIUM」のセンターは第1回Aqoursセンター総選挙で1位を獲得した渡辺曜が担当。ニコニコ生放送、バンダイチャンネル、LINE ライブで4月9日に放送された「Aqoursニコ生課外活動 〜トリオだよ！いち、に、のサンシャイン!!〜」にて、アニメーションPV、楽曲の一部分が解禁された。
BD同梱盤とDVD同梱盤の2種類が発売される。CDには表題曲の「恋になりたいAQUARIUM」とカップリング曲2曲およびボイスドラマが、BD・DVDには「恋になりたいAQUARIUM」のアニメーションPVが収録される。アニメーションPVでは、伊豆・三津シーパラダイスが舞台であり、マスコットキャラクターの「うちっちー」がゲスト出演している。また、これが縁となり、同施設を運営する伊豆箱根鉄道と、同社がグループとして属する西武鉄道とのコラボレーション企画も始まった。
初回生産分には、プロフィールカード（全9種）がランダムで1枚封入されるほか、発売記念イベント「Aqours課外活動 みんなに会いたいAQUARIUM 〜FANTASTIC SUNSHINE〜」の応募シリアルナンバーが封入されている。法人特典として描き下ろしイラストを使用した「ミニスタンディー」が付属する（店舗により絵柄が異なる）。
ラストサビの曜のソロパートで水色に光る道が現れる演出は、ファンの間で「ヨーソロード」と呼ばれている。韓国で行われたファンミーティングでは、アニメーションPVの部分に合わせて観客がペンライトの色を、ペンライトを消した状態から中央エリアにいる観客がライトブルーへと最前列から順に後ろに流れるように切り替え、現地のライブ会場で実際にヨーソロードを再現したことが話題となった。その様子は、公式TwitterでもYouTubeの動画付きで紹介された。
2018年9月8日深夜に生出演した地上波生放送の音楽番組「シブヤノオト and more FES.2018」ではこの曲を披露した。

## チャート成績
4月26日付のオリコンデイリーランキングでは4位にランクイン。翌日の4月27日付では1.0万枚を売上げ2位にランクイン。その後も3位以内を守り続け、4月30日付では1位を獲得。ラブライブの作品としては「MOMENT RING」以来約2ヶ月ぶり、Aqoursとしては初のデイリー首位を記録した。
5月9日付のオリコン週間ランキングでは4.7万枚を売上げ3位にランクイン。アニメ週間チャートにおいても前作の2位を上回り、デビュー以来初の1位を獲得した。また、翌週の5月16日付も1位をキープし、初のアニメ週間チャート2週連続1位獲得となった。
ビルボードにおいてもHot Animationにおいて2作連続となる1位を獲得した。

## 収録曲
収録内容におけるボーカル曲は太字、ボイスドラマパートは▲印で表記する。
- CD
  - 全作詞：畑亜貴

  1. 恋になりたいAQUARIUM
    - 作曲：佐々倉有吾、編曲：渡辺和紀

  2. 待ってて愛のうた
    - 作曲・編曲：山口朗彦

  3. 届かない星だとしても
    - 作曲・編曲：宮崎誠

  4. 恋になりたいAQUARIUM（Off Vocal）
  5. 突撃！風雲マリンパーク▲
    - 出演：Aqours

  6. 不思議！シーパラダイス発見▲
    - 出演：Aqours

  7. ゆったりたっぷり！深海水族館▲
    - 出演：Aqours

  8. 私たちのベストヒットステージ！▲
    - 出演：Aqours
- BD・DVD
  - 「恋になりたいAQUARIUM」アニメーションPV
- デジタル配信（追加収録分のみ）
  - 待ってて愛のうた（Off Vocal）
  - 届かない星だとしても（Off Vocal）

## PVスタッフ
- 企画 - サンライズ
- 原作 - 矢立肇
- 原案 - 公野櫻子
- 監督・絵コンテ - 酒井和男
- 演出 - 遠藤広隆
- キャラクターデザイン - 室田雄平
- デザインワークス - 河毛雅妃
- 総作画監督 - 河毛雅妃、平山円、藤井智之
- 作画監督 - 佐野恵一
- ライブパート作画監督 - 永富浩司、後藤望、重国勇二、寺尾憲治、渡邊敬介
- 美術監督 - 東潤一
- セットデザイン - 高橋武之
- 色彩設計 - 横山さよ子
- CGディレクター - 黒崎豪
- CGプロデューサー - 小石川淳
- 3DCGI - サブリメイション
- 撮影監督 - 杉山大樹
- 編集 - 今井大介
- 音響監督 - 長崎行男
- 音楽制作 - ランティス、サンライズ音楽出版
- 音楽プロデューサー - 伊藤善之
- プロデューサー - 平山理志、大久保隆一
- 振付 - 石川ゆみ
- 製作 - プロジェクトラブライブ！サンシャイン!!（サンライズ、ランティス、KADOKAWA アスキー・メディアワークス）

## カバー
- 柳場ぱんだ（大空直美）、与那国緋花里（下地紫野）、阿岐留カミラ（若井友希） - 2024年11月20日にゲーム『ワールドダイスター 夢のステラリウム』に追加収録。

## ラッピング電車

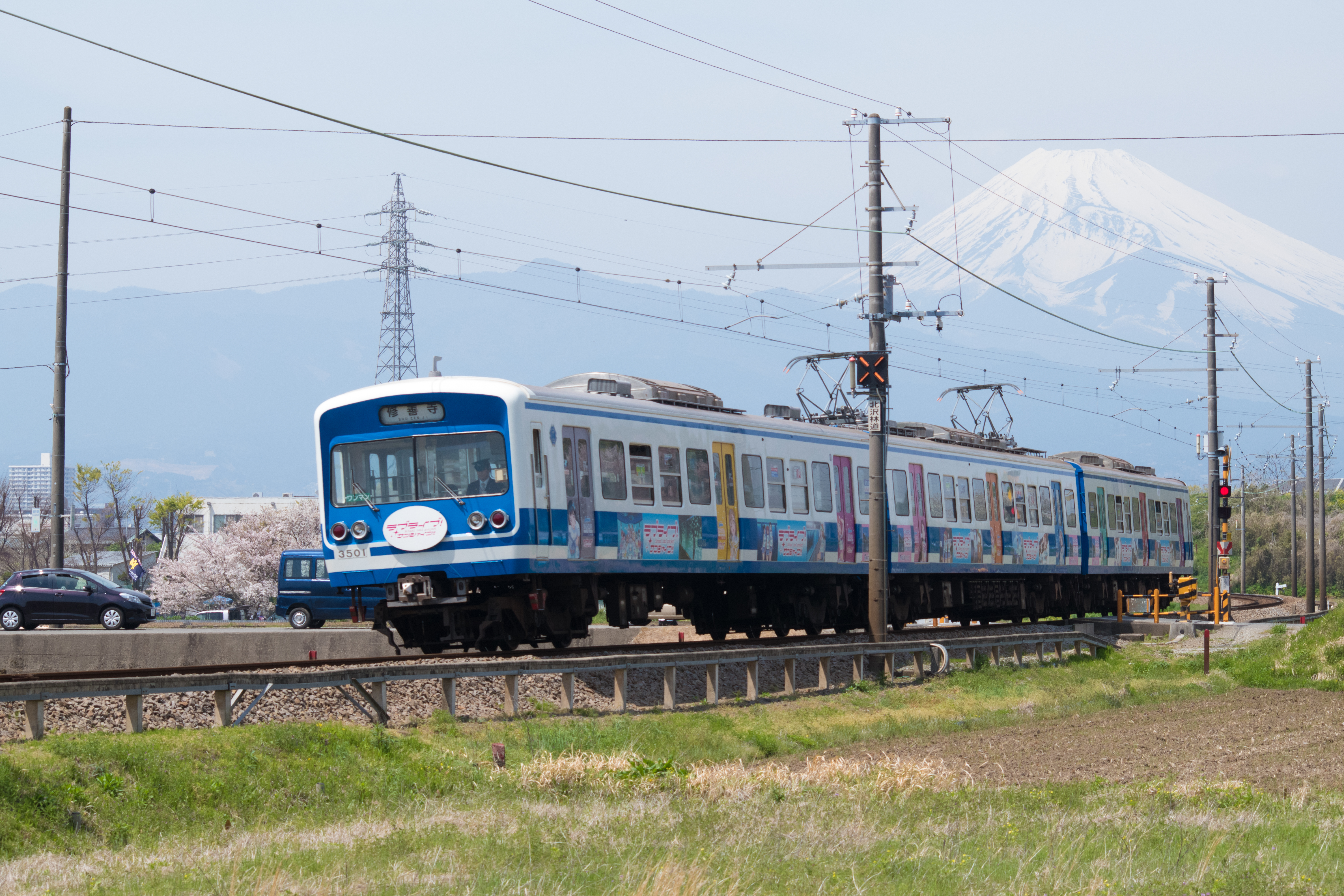
本曲をテーマにした
伊豆箱根鉄道の特別車両

本作品の発売を記念した「ラブライブ!サンシャイン!!ラッピング電車」が、4月27日から2018年3月25日まで伊豆箱根鉄道駿豆線で運行された（3000系3501編成を使用）。
運行終了後、3501編成は軌道線塗装へと変更された。